# Erosina hyberniata
Erosina hyberniata är en fjärilsart som beskrevs av Achille Guenée 1858. Erosina hyberniata ingår i släktet Erosina och familjen mätare. Inga underarter finns listade i Catalogue of Life.